# Homo longi
Homo longi — вид людини з роду Homo, архаїчний. Ідентифікований по черепу, що майже зберігся. 
У пресі названо «Людина-дракон». 
Череп знайшли в Харбіні, Маньчжурська рівнина. 
Вік знахідки близько 146 000 років, період середній плейстоцен. 
Сам череп виявили в Китаї ще в 1933 році, біля річки Сунгарі, коли будувався міст Бінбей, більш відомий як Міст Дунцзян, для національної залізниці держави Маньчжоу-Го. 
Але лише 2018 року він потрапив до лабораторії палеоантропологів.

## Таксономія

### Етимологія
Специфічна назва Homo longi походить від географічної назви Longjiang (буквально «Річка Дракона»), терміна, який зазвичай використовується для позначення китайської провінції Хейлунцзян
.

### Філогенія
Філогенетичний аналіз, заснований на критеріях максимальної парсимонії (наібільшої економії) і баєсового датування, припускає, що харбінський Homo longi , череп з Чинньюшаня та деякі інші скам'янілості людини середнього плейстоцену з Китаю, такі як Череп Далі, Щелепа денісівської людини з печери Байшія, утворюють третю східноазійську людську лінію, яка є сестринською групою до лінії Homo sapiens
.

### Вік знахідки
Череп пережив досить бурхливу історію, перш ніж потрапив до рук вчених. 
Це ускладнило точне визначення його віку. 
Насамперед, череп знайшли і одразу витягли не науковці, порушивши таким чином наукову систему вивчення. 
Було назавжди втрачено стратиграфічний контекст — у якій породі череп залягав, які шари його покривали і перебували знизу, з боків. 
Це дуже важливо і полегшує датування знайденого об'єкта. 
В 2021 році геолог Цао Цінфен та його колеги провели рентгенівське дослідження черепа.
За вмістом у черепі стронцію, а також за його вмістом у черепах інших тварин цієї місцевості, вони дійшли висновку, що череп залягав приблизно на глибині 12 метрів, що відповідає тимчасовому проміжку між 309 і 138 тис. років тому. 
Потім уран-торієве датування дало діапазон від 62 до 296 тис. років тому, проте уран швидше за все вилуговувався, що заважає уточненню віку. 
Подальше порівняння зі знахідками, зробленими раніше дозволило звести вік до 146 тис. років тому
. 
Точніше визначити вік знахідки не вдається, оскільки невідомо точне місце знаходження черепа, його знайшли в процесі будівництва мосту робітникам, який приховав сам факт знахідки. 
Через це вже неможливо точніше вказати місце знахідки, ніж просто квадрат, де стоїть сьогодні міст Дунцзян у Харбіні
.

## Анатомія
Для Homo longi характерний низький та довгий череп, широкий у верхній частині. 
Носовий отвір великий, ніс також великий через адаптацію до дихання холодним повітрям. 
Очниці великі, потужні надбрівні дуги. 
Вилиці плоскі, широке піднебіння і великі зуби, широка основа черепа. 
Розміри черепа 221,3 мм на 164,1 мм у довжину та ширину. 
Розмір із потилицею та носом – 221,9 мм. 
Для порівняння: сучасний середній людський череп має розміри 176 на 145 мм для чоловіків та 171 на 140 мм для жінок. 
У Homo longi довгий надбрівний гребінь - 1457 мм
..
Незважаючи на великий обсяг, форма черепа звужувалась відразу за очима (у сучасних людей череп так не звужується). 
Мозок загалом несе багато архаїчних рис. 
На відміну від черепів Далі та Хуалун у Homo longi немає сагітального гребеня. 
На відміну від сучасних людей і неандертальців у Homo longi тім'яні кістки на маківці голови слабше розширюються і не виступають. Обличчя при своїй великій ширині було досить плоским і нагадувало сучасних людей. 
Зубні гнізда нахилені назовні - альвеолярний прогнатизм, це архаїчний ознака
.
Зберігся один зуб, верхній лівий другий моляр. 
Він великий за розмірами, довжина та ширина 13,6 на 16,6 мм. 
Цей розмір можна порівняти із зубами Денисівської людини. 
Моляр овальної форми, дуже зношений, майже плоский. 
Для порівняння: середні розміри сучасних молярів у чоловіків становлять 102 на 118 мм 
. 

### Патологія
На лівій тім'яній області черепа зафіксовані вм'ятини, швидше за все слід від травми. 
Третій лівий верхній моляр або був меншим за розміром, ніж другий моляр, або був відсутній. 
Про це говорить те, що другий моляр не має слідів контакту з третім моляром
.

## Стародавнє місце існування
Homo longi жив у період чергового циклу заледеніння, між 300 і 130 тис. років тому - у передостанній льодовиковий період. 
Вічна мерзлота тоді дійшла на півдні до Харбіна. 
На Маньчжурській рівнині на той час була біосистема, пов'язана з домінуванням великих шерстистих носорогів роду Coelodonta та шерстистих мамонтів, які були найбільш пристосовані до холодної степової місцевості.
 
Також цю фауну називають мамонтовою фауною, яка ще включала гігантських оленів, коней Пржевальського, лосів, буйволів, бурих ведмедів..